# Lista meczów reprezentacji Wspólnoty Niepodległych Państw w piłce nożnej mężczyzn
Lista meczów reprezentacji Wspólnoty Niepodległych Państw w piłce nożnej mężczyzn – kompletne zestawienie spotkań piłkarskich rozegranych przez drużynę Wspólnoty Niepodległych Państw, powstałą po rozpadzie Związku Radzieckiego i istniejącą od grudnia 1991 roku do czerwca 1992 roku.
| Lp.  | Data  | Miejsce       | Gospodarz         | –    | Gość        | Wynik | Impreza         |
| 1992 | 1992  | 1992          | 1992              | 1992 | 1992        | 1992  | 1992            |
| ---- | ----- | ------------- | ----------------- | ---- | ----------- | ----- | --------------- |
| 1.   | 25.01 | Miami         | Stany Zjednoczone | –    | WNP         | 0:1   | mecz towarzyski |
| 2.   | 29.01 | San Salvador  | Salwador          | –    | WNP         | 0:3   | mecz towarzyski |
| 3.   | 02.02 | Detroit       | Stany Zjednoczone | –    | WNP         | 2:1   | mecz towarzyski |
| 4.   | 12.02 | Jerozolima    | Izrael            | –    | WNP         | 1:2   | mecz towarzyski |
| 5.   | 19.02 | Walencja      | Hiszpania         | –    | WNP         | 1:1   | mecz towarzyski |
| –    | 08.03 | Meksyk        | Meksyk            | –    | WNP         | 4:0   | mecz towarzyski |
| –    | 11.03 | Tampico       | Meksyk            | –    | WNP         | 1:1   | mecz towarzyski |
| –    | 24.03 | Gelsenkirchen | FC Schalke 04     | –    | WNP         | 0:3   | mecz towarzyski |
| 6.   | 29.04 | Moskwa        | WNP               | –    | Anglia      | 2:2   | mecz towarzyski |
| 7.   | 03.06 | Kopenhaga     | Dania             | –    | WNP         | 1:1   | mecz towarzyski |
| –    | 08.06 | Nowogorsk     | WNP               | –    | CSKA Moskwa | 3:1   | mecz towarzyski |
| 8.   | 12.06 | Norrköping    | WNP               | –    | Niemcy      | 1:1   | Euro 1992       |
| 9.   | 15.06 | Göteborg      | Holandia          | –    | WNP         | 0:0   | Euro 1992       |
| 10.  | 18.06 | Norrköping    | Szkocja           | –    | WNP         | 3:0   | Euro 1992       |